# 2042
2042 (MMXLII) será un año normal comenzado en miércoles en el calendario gregoriano. Será también el número 2042 anno Dómini o de la designación de la era cristiana. Será el cuadragésimo segundo año del siglo XXI y del III milenio. También el segundo de la quinta década del siglo XXI y el tercero del decenio de los años 2040. Será designado como:
- El Año del Perro, según el horóscopo chino.

## Acontecimientos
- Datos: Q49915